# Léon Boesinger
Léon Boesinger, né le 27 juin 1909 à Hégenheim et mort le 16 avril 1975 à Saint-Louis, est un footballeur français des années 1930 et 1940. Durant sa carrière, il évolue aux postes de défenseur et de milieu de terrain, principalement au Stade rennais.

## Biographie
Né le 27 juin 1909 à Hégenheim, alors en Alsace-Lorraine, territoire de l'Empire allemand, Léon Boesinger débute, comme de nombreux membres de sa famille, au sein du club amateur de son village, le FC Hégenheim. Il part ensuite au FC Saint-Louis, puis au LO Villeurbanne, où il joue avant de devenir footballeur professionnel.
En 1936, après un essai à l'Olympique de Marseille, il est recruté par le Stade rennais. Son transfert est payé par l'Amicale du Stade rennais, une association regroupant des supporters du club breton. Il montre rapidement sous les couleurs rennaises un professionnalisme irréprochable et sa conscienciosité. Après avoir fait ses débuts le 6 septembre 1936 lors d'un match contre le FC Sète, disputé au stade de la route de Lorient, il dispute vingt-sept rencontres de championnat pour sa première saison sous le maillot rennais. Ses performances lui permettent d'être sélectionné en équipe de France B, mais le Stade rennais est relégué en deuxième division en 1937.
À ce niveau, Léon Boesinger dispute 76 matchs en l'espace de deux saisons, et en 1939, le Stade rennais obtient son retour en Division 1. Toutefois, les compétitions sont interrompues par la Seconde Guerre mondiale et, mobilisé, Léon Boesinger ne dispute aucun match en 1939-1940. De retour à Rennes durant l'occupation, il encadre alors les jeunes joueurs de l'effectif, à l'instar d'Aoued, Henri Belunza, René Mercier et Émile Scharwath. Le 27 octobre 1940, il marque son premier but sous les couleurs rennaises, à l'occasion d'une rencontre de Coupe de France disputée contre le Sablé FC, et perdue sur tapis vert après avoir été gagnée quatre buts à un sur le terrain,. En 1943, il est retenu parmi les joueurs affectés à l'équipe Rennes-Bretagne, qui dispute le championnat de France fédérale, mis en place par le régime de Vichy. Durant la saison, titulaire au milieu de terrain, le plus souvent associé au jeune Marcel Gouédard, il dispute seize rencontres de championnat. En 1944-1945, après la libération, il joue une dernière saison sous les couleurs du Stade rennais. Le 25 février 1945, il marque ainsi le premier but de sa carrière en championnat, pour un match nul un but partout contre le Red Star.
En 1945, âgé de 36 ans, Léon Boesinger part terminer sa carrière professionnelle au FC Grenoble, qui évolue en Division 2 sous la direction de Jules Dewaquez. Mais le club isérois doit abandonner le statut professionnel au bout d'un an, faute de moyens financiers. Léon Boesinger devient ensuite entraîneur-joueur à l'ES Thaon-les-Vosges, puis retourne au FC Hégenheim en 1951-1952, en qualité d'entraîneur.
Il meurt le 16 avril 1975 à Saint-Louis, à l'âge de 69 ans.

## Statistiques
| Saison                | Club                  | Championnat           | Championnat | Championnat | Coupe(s) nationale(s) | Coupe(s) nationale(s) | Total | Total |
| Saison                | Club                  | Division              | M.          | B.          | M.                    | B.                    | M.    | B.    |
| 1936-1937             | Stade rennais UC      | Division 1            | 27          | 0           | 4                     | 0                     | 31    | 0     |
| 1937-1938             | Stade rennais UC      | Division 2            | 36          | 0           | 1                     | 0                     | 37    | 0     |
| 1938-1939             | Stade rennais UC      | Division 2            | 40          | 0           | 5                     | 0                     | 45    | 0     |
| 1941-1942             | Stade rennais UC      | Ch. guerre            | 8           | 0           | 0                     | 0                     | 8     | 0     |
| 1942-1943             | Stade rennais UC      | Ch. guerre            | 18          | 0           | 3                     | 2                     | 21    | 2     |
| 1943-1944             | ÉF Rennes-Bretagne    | Ch. guerre            | 16          | 0           | 4                     | 1                     | 20    | 1     |
| 1944-1945             | Stade rennais UC      | Ch. guerre            | 20          | 1           | 3                     | 0                     | 23    | 1     |
| 1945-1946             | FC Grenoble           | Division 2            | -           | -           | -                     | -                     | 0     | 0     |
| Total sur la carrière | Total sur la carrière | Total sur la carrière | 165         | 1           | 20                    | 3                     | 185   | 4     |